# ماورو ألونسو
ماورو ألونسو (12 أغسطس 1988 بساو كارلوس في البرازيل - ) هو لاعب كرة قدم برازيلي في مركز الوسط. لعب مع باتي بوريسوف ونادي الاتحاد ونادي إكراناس ونادي براشوف وFC Lyubimets ‏ وأميريكا فوتيبول كلوبي (أيس بي) ونادي مونتي أزول وAmérico Esporte Clube ‏ وBarretos Esporte Clube ‏ وOlé Brasil Futebol Clube ‏.

## وصلات خارجية
- ماورو ألونسو على موقع قاعدة بيانات كرة القدم.إي يو (الإنجليزية)
- ماورو ألونسو على موقع Soccerway.com (الإنجليزية)